# 消防設備士免状
消防設備士免状（しょうぼうせつびしめんじょう）は、消防法第17条の7第1項の規定に基づき、消防設備士の資格を有する者に対し都道府県知事が交付する免状である。消防用設備に関して工事（甲種のみ）、整備及び点検を行う資格があることを示す。同法第17条の13の規定より業務に従事するときは、免状を携帯する義務がある。

## 免状の種類
権限の範囲として工事・整備・点検ができる甲種と、工事はできないが整備・点検ができる乙種に分かれ、さらに、その対象となる設備の種類に応じて、第1類などの類別がある。消防試験研究センターが実施する試験に合格し、免状を申請した者に与えられる。
| 免状の種類    | 免状の種類 | 工事整備対象設備等 |
| ------------- | ---------- | --- |
| 甲種          | 特類       | 特殊消防用設備等 (従来の消防用設備等に代わり、総務大臣が当該消防用設備等と同等以上の性能があると認定した設備等）                                                                             |
| 甲種又は 乙種 | 第1類      | 屋内消火栓設備、スプリンクラー設備、水噴霧消火設備、屋外消火栓設備 パッケージ型消火設備、パッケージ型自動消火設備、共同住宅用スプリンクラー設備                                              |
| 甲種又は 乙種 | 第2類      | 泡消火設備、パッケージ型消火設備、パッケージ型自動消火設備 |
| 甲種又は 乙種 | 第3類      | 不活性ガス消火設備、ハロゲン化物消火設備、粉末消火設備 パッケージ型消火設備、パッケージ型自動消火設備                                                                                        |
| 甲種又は 乙種 | 第4類      | 自動火災報知設備、ガス漏れ火災警報設備、消防機関へ通報する火災報知設備 共同住宅用自動火災報知設備、住戸用自動火災報知設備 特定小規模施設用自動火災報知設備、複合型居住施設用自動火災報知設備 |
| 甲種又は 乙種 | 第5類      | 金属製避難はしご、救助袋、緩降機 |
| 乙種          | 第6類      | 消火器 |
| 乙種          | 第7類      | 漏電火災警報器 |

## 免状上の記載事項
消防設備士免状は、消防法施行規則（昭和36年自治省令第6号）等により、以下の事項が記載される。
1. 氏名、本籍地（都道府県のみ）、生年月日（元号表記）
2. 写真
3. 交付されている消防設備士免状（甲種・乙種、各類別）の交付番号、交付年月日、交付都道府県知事（都道府県名の記載。例:東京都知事交付→東京）、知事印
4. 次回の写真書き換えの時期を示す年月日
5. 免状番号(規則で規定されていないが、通達で認められている。)

## 講習受講の義務
消防設備士免状を有する者は、消防用設備等の工事又は整備に関する新しい知識、技能の習得のため、免状交付後2年以内に、その後は5年以内ごとに、都道府県知事が行う講習に参加しなければならない。同じ消防法を根拠とする危険物取扱者免状所持者は危険物に関する実務に就いていない場合は保安講習の受講義務が免除されるのに対し、消防設備士の場合は関連実務に全く就いてない場合でも受講の義務がある。

しかし消防設備士に対しての行政処分は自動車運転免許でも採用されている違反点方式であり、過去3年間の累計点数によって処分が決定する。違反点20に達すると免状の取り消し処分となるが、講習の未受講による違反点の3年累計点数は20点に達しないため、実務に全く従事していないペーパー資格者が講習の未受講だけを理由として免状の取り消し処分を受けることは実際にはない。
講習は4区分に分かれ、所有している類ごとに受ける講習が異なる。なお講習手数料は各都道府県で7000円ほどである（各道県収入証紙または納付書・電子納付で納入）。
- 特殊消防用設備等
  - 甲種特類
- 消火設備
  - 甲種、乙種第1類
  - 甲種、乙種第2類
  - 甲種、乙種第3類
- 警報設備
  - 甲種、乙種第4類
  - 乙種第7類
- 避難設備・消火器
  - 甲種、乙種第5類
  - 乙種第6類

## 沿革
- 1966年4月22日 消防設備士制度制定により新設。当初の免状は手帳式で表紙及び本文の寸法は7.2cm×10.2cmで類ごとに一冊交付されていた。また現行の様式にない現住所が記載されていた。
- 1969年5月1日 様式全部改正。類ごとに一冊交付していたものが一冊に集約され、交付順に記載されるようになった。
- 1972年8月29日 様式一部改正。第7類の「電気火災報知器」の語句を「漏電火災報知器」に変更。
- 1975年1月1日 様式全部改正。この改正では、寸法が表紙74mm×102mm、本文70mm×100mmに変更となり、取得順に記載されていたものが所定欄に記載していく方式に変更。また講習の義務化に伴い受講状況の記載欄を新設。現住所の記載がなくなる。
- 1989年4月1日 様式全部改正。この改正ではカード式(68mm×97mm)になり、10年毎に写真の書き換えが義務化される。(既存の免状も交付から10年を経過しているものについてもこのタイプに切替となる。)
- 2000年4月1日 様式全部改正。この改正では免状が小型化(54mm×85mm)される。
- 2004年6月1日 様式一部改正。甲種特類の欄を追加。
- 2005年4月1日 様式全部改正。表面は変更無いが、裏面の受講状況記入欄の行数が6行から8行に増えた。